# SQL:2003
SQL:2003 — пятая версия стандарта языка SQL, сменила SQL:1999. Следующая версия — SQL:2008.

## Состав стандарта
Описание стандарта состоит из следующих частей:
- SQL/Framework;
- SQL/Foundation;
- SQL/CLI — Call Level Interface;
- SQL/PSM — Persistent Stored Modules;
- SQL/MED — Management of External Data;
- SQL/OLB — Object Language Bindings;
- SQL/Schemata — Information and Definition Schemas;
- SQL/JRT — SQL Routines and Types for the Java Programming Language;
- SQL/XML — XML-Related Specifications.

Разделение стандарта на разделы претерпело некоторые изменения относительно его предыдущей версии SQL:1999; в частности, больше не существует отдельной части SQL/Bindings — отныне она вошла в SQL/Foundation, а раздел SQL/Schemata, наоборот, вынесен в отдельную часть.